# 克劳斯-迪特尔·贝尔
克劳斯-迪特尔·贝尔（德語：Klaus-Dieter Bähr，1941年9月9日—），德国男子赛艇运动员。他曾代表东德参加世界赛艇锦标赛，获得一枚铜牌。他也曾参加1968年夏季奥林匹克运动会。